# Saint-Sornin, Charente-Maritime
Saint-Sornin là một xã trong tỉnh Charente-Maritime trong vùng Nouvelle-Aquitaine, tây nam nước Pháp. Xã Saint-Sornin, Charente-Maritime nằm ở khu vực có độ cao trung bình 15 mét trên mực nước biển.